# 赤羽ReNY alpha
赤羽ReNY alpha（アカバネレニーアルファ）は、東京都北区赤羽にあるライブ・イベントスペースである。

## 概要
赤羽ReNY alphaは、新宿ReNY、名古屋ReNY limitedなどを運営するルイードグループが、2019年5月18日に、10店舗目となるキャパシティ最大600人のライブハウス。ライブ演奏のみならず、多様な用途に使用出来るエンタテインメントスペースとして、ステージ背面にはLEDマルチパネルを配置し、ホール内には映像モニターを多数配置、最新鋭の機材を導入。
30年間続いた「平成」より新元号に切り替わる2019年5月、新時代に向けて新たなるライブシーンを創造すべく、ギリシャ文字の最初の文字「α（アルファ）」をReNYブランドに冠し、赤羽駅から徒歩1分という好立地のもとエンタテインメントを発信。メジャー、アマチュア問わず、様々なアーティストが出演している。
こけら落としは「清春」当初5月18日（土）19（日）の2days公演であったが、5月17（金）に急遽グランドオープン前夜イベント[ THE NIGHT BEFORE GRAND OPENING LIVE『elegy』]が開催され、事実上3days公演となった。

## 施設概要
- 所在地：〒115-0045 東京都北区赤羽1丁目7-9 赤羽第一葉山ビルB2
- 交通手段：東日本旅客鉄道（JR東日本）宇都宮線、湘南新宿ライン、京浜東北線、埼京線　赤羽駅東口北改札口より徒歩1分

### ロビー/ホール/ステージ
- 収容人数：オールスタンディング 600名 / シッティング200席
- ステージ背面（三面）にLEDパネルがあるのが特徴。
- コインロッカーは90個。クロークあり。
- アイランド型ドリンクカウンター、喫煙ルーム、トイレが設置されている。

### 出演歴
清春、吉井和哉、廣瀬"HEESEY"洋一、浅岡雄也、浅倉大介、ささきいさお、SHOW-YA、原田真二、AA=、minus(-)、PENICILLIN、OBLIVION DUST、高橋愛、木村昴、doa、石鹸屋、林愛夏、大矢梨華子、植田真梨恵、関取花、-真天地開闢集団-ジグザグ、defspiral、桃井はるこ、喜多村英梨、クアイフ、鶴、リアクション ザ ブッタ、鳴ル銅鑼、Brian the Sun、a flood of circle、ジラフポット、氣志團、Thinking Dogs、BLACK FLAG、ドミコ、ベッド・イン、アップアップガールズ(仮)、ぜんぶ君のせいだ。、ゆるめるモ!、上杉昇、アーバンギャルド、彩冷える、イケてるハーツ

### その他
- ドミコ (domico) - 噛むほど苦い (Kamuhodonigai) ～Online Performance At ReNY alpha〜
- キュウソネコカミ -「3minutes」MV
- ビッケブランカ VS 岡崎体育 -『化かしHOUR NIGHT』MV
- yonawo -『rendez-vous』 MV